# 고마역 (교토부)
고마역(일본어: 胡麻駅, ごまええき)은 일본 교토부 난탄시에 있는 서일본 여객철도의 철도역이다.

## 역 구조
단식·섬식 2면 3선 구조의 지상역으로, 교행 시설 및 대피 시설이 갖추어져 있다. 역사는 고마 우체국과 함께 쓰고 있으며, 역사와 가까운 단식 승강장이 1번선이고, 섬식 승강장은 2·3번선에 해당한다. 7량 편성 열차까지 수용할 수 있다.

### 승강장
| 1 | ■ 산인 본선 | 상행 | 소노베 · 교토 방면                                   |
| 1 | ■ 산인 본선 | 하행 | 아야베 · 마이즈루 · 후쿠치야마 방면                  |
| 2 | ■ 산인 본선 | 하행 | 아야베 · 마이즈루 · 후쿠치야마 방면 (대피·교행 열차) |
| 3 | ■ 산인 본선 | 하행 | 아야베 · 마이즈루 · 후쿠치야마 방면 (대피·교행 열차) |
| 3 | ■ 산인 본선 | 상행 | 소노베 · 교토 방면 (고마 역 시발 열차)               |

## 역사
- 1910년 8월 25일 - 일본국유철도 교토 선의 소노베 역 ~ 아야베 역 구간 개통과 동시에 개업.
- 1912년 3월 1일 - 산인 본선의 일부가 되었다.
- 1987년 4월 1일 - 민영화에 따라 서일본 여객철도의 소속이 되었다.
- 2021년 3월 13일 - 교통카드 ICOCA의 사용이 개시될 예정이다. (단, 고마 역 이후부터 키노사키온센 역까지는 일부 역에만 교통카드 사용이 개시될 예정.)

## 인접역
| 서일본 여객철도 산인 본선  | 서일본 여객철도 산인 본선 | 서일본 여객철도 산인 본선           |
| -------------------------- | ------------------------- | ----------------------------------- |
| 신큐다이가쿠마에 교토 방면 | ■ 산인 본선               | 시모야마 기노사키온센·하마사카 방면 |